# Le Club des aristocrates
Pour plus de détails, voir Fiche technique et Distribution.
Le Club des aristocrates est un film français réalisé par Pierre Colombier, sorti en 1937.

## Fiche technique
- Titre : Le Club des aristocrates
- Réalisateur : Pierre Colombier
- Scénario : Jean Guitton d'après le roman de Roger d'Ashelbé
- Dialogues : Jean-Pierre Feydeau
- Décors : Jacques Colombier
- Photographie : Victor Arménise
- Montage : Christian Chamborant
- Musique : Jane Bos
- Production : Claude Dolbert (Les Productions Claude Dolbert)
- Pays d'origine :  France
- Format : Son mono - Noir et blanc - 35 mm - 1,37:1
- Genre : Comédie
- Durée : 89 minutes
- Date de sortie :
  - France - 2 septembre 1937

## Distribution
- Elvire Popesco : la comtesse Irène Waldapowska, qui dirige une bande de voleurs mondains
- Jules Berry : Serge de Montbreuse, un viveur au bord de la faillite qui devient voleur
- André Lefaur : le baron de Taillebourg, le chevalier servant de la comtesse
- Viviane Romance : Gloriane, la maîtresse un peu vulgaire de Serge
- Pierre Larquey : Miser
- Fernand Charpin : Bénard
- Armand Bernard : Alfred, le valet de chambre de Serge et ancien voleur à la tire
- Jean Tissier : le secrétaire du club
- Marcel Simon : le conservateur des Musées nationaux
- Florence Walton : la marquise de Tranchemare
- Lisette Lanvin : Évelyne
- Hélène Pépée : la soubrette